# Onthophagus doipuiensis
Onthophagus doipuiensis là một loài bọ cánh cứng trong họ Bọ hung (Scarabaeidae).